# Русско-шведская война (1495—1497)
Русско-шведская война 1495—1497 годов (фин. Vanha viha «Старая вражда») — первая война между единым Русским государством и Шведским королевством.

## Причины
Основной причиной стала борьба Ивана III (Великого) против монополии Ганзы на мореплавание и торговлю на Балтике:334. В предыдущие десятилетия новгородское боярство мало что могло противопоставить своему неравноправному положению в торговле с Западом, однако Иван III согласиться на подобное положение дел не мог. В 1493 году он закрыл Ганзейский двор в Новгороде и заключил союз с королём Дании Гансом, который надеялся захватить шведский трон. Ещё одной причиной конфликта со «свеями» стал вопрос о границе и нарушения шведской стороной условий Ореховецкого мира 1323 года:385.

## Ход военных действий
В соответствии с соглашением, Иван III послал князей Даниила Щеню (во главе московской рати), Якова Кошкина-Захарьина (во главе новгородской рати) и Василия Фёдоровича Шуйского (во главе псковской рати) осадить шведский замок Выборг. Чтобы лучше руководить военными действиями, государь прибыл на время похода в Новгород.
О ходе осады Выборга известно прежде всего из шведских хроник. Она длилась в течение трёх месяцев и взятием города не увенчалась. Несмотря на то, что русским воинам во время одного из штурмов удалось разрушить две башни и захватить часть городской стены, этот успех развить не удалось. По некоторым данным, комендант замка взорвал запасы пороха, что привело русских в замешательство. В боях за город от пули пал популярный воевода Иван Андреевич Суббота Плещеев. В декабре русское войско, не имевшее пока опыта взятия крупных крепостей, но сильно разорившее окрестности Выборга, возвратилось в Новгород. Во время осады шведский король Стен Стуре послал на помощь Выборгу рыцарское войско, которое по льду перешло Балтийское море до Аландских островов. Двинувшись далее в поход морем, рыцари попали в сильный шторм, который разметал их флот:342.
В следующем году русские воеводы Василий Косой и Андрей Челяднин, с ходу взяв Нишлот, опустошили всю южную Финляндию вплоть до Ботнического залива:345. Особенно пострадали районы Саво и Хяме. В ответ, Стен Стуре мобилизовал в Турку большую рать, но догнать русское войско, которое, узнав о выступлении шведов, возвратилось в свои владения «со многим полоном», не смог. Другой отряд следовал вдоль берега, принуждая местных финнов к покорности. Ещё одно русское войско во главе с князьями Иваном и Петром Ушатыми, приплыв по морю из устья Северной Двины и захватив три шведских корабля, вторглось в северную и центральную Финляндию со стороны Кольского полуострова и, также не встретив сопротивления, разорило ряд городов.
Не сумев организовать сопротивление в Финляндии, шведское войско неожиданно высадилось под новой крепостью Ивангородом и взяв его приступом, устроило в нём поголовную резню:24 и подожгло. Узнав о приближении войска из Пскова, шведы поспешно сели на корабли и отплыли.
В марте 1497 года в Новгороде было заключено перемирие со шведами сроком на шесть лет.

## Результаты
После того, как на шведский престол взошёл Ганс, военные действия были отложены до 1508 года, когда Швеция и Россия ратифицировали мирный договор, который должен был действовать в течение 60 лет. Хотя война не привела ни к каким территориальным приобретениям обеих воюющих сторон, оба государства подтверждали договор в 1513 и 1524 годах.

## Память
Память о сильном взрыве в Выборгской крепости 30 ноября 1495 до сих пор сохраняется в финском фольклоре (фин. Viipurin pamaus). Однако, не исключается, что некоторые истории были созданы в позднейшее время.
Наиболее популярная версия взрыва такова: защиту крепости осуществлял гарнизон, возглавляемый комендантом Кнутом Поссе. Русские войска же должны были любой ценой захватить город. Согласно легенде, Кнут Поссе в одной из башен городской стены — башне св. Андрея — взорвал особую взрывчатую смесь. В других историях утверждается, что в ходе осады города в небе возникла фигура, напоминающая андреевский крест. Считается, что 30 ноября — это канун праздника апостола Андрея, так что осаждавшие решили, что на помощь осаждённым пришёл их небесный покровитель.